# Glenn Odekirk
Glenn « Ode » Odekirk (né le 9 mai 1905 à Waseca et mort le 12 janvier 1987 à Las Vegas) est un ingénieur en aéronautique américain.
Il a apporté d'importantes contributions aux travaux de Hughes Aircraft comme notamment le Hughes H-1 et le Hughes H-4 Hercules,.
Dans le film biographique sur Howard Hughes Aviator, Odekirk est interprété par l'acteur Matt Ross.